# Saint Vitus
A Saint Vitus amerikai doom metal/heavy metal zenekar. A Doom Metal műfaj egyik úttörőjének számítanak, illetve az első doom-metal zenekarok között voltak, olyan nevekkel együtt, mint a Trouble, a Witchfinder General, a Pentagram vagy a Pagan Altar.

## Története
Az együttes 1979-ben alakult Los Angelesben, Tyrant (Zsarnok) néven. Alapító tagjai: Scott Reagers – ének, Dave Chandler – gitár, Mark Adams – basszusgitár és Armando Acosta – dob. A Tyrant nevet azért változtatták meg, mert több thrash metal együttest is így hívtak. Ezután Saint Vitus lett a nevük, nevüket a Black Sabbath "St. Vitus Dance" című daláról kapták. Zenei hatásaikként a Black Sabbathot, a Judas Priestet, a Blue Öyster Cultot és Alice Coopert jelölték meg. Korai lemezeik a Black Sabbath és Blue Cheer sötét és pszichedelikus hangzásvilágát keverték a Judas Priest és a Black Flag agresszivitásával. Különlegesség, hogy a nyolcvanas években a zenekar stílusa „elavultnak” számított, a hardcore punk és speed metal együttesek hangzása mellett.
A zenekar gyakran turnézott a Black Flaggel és egyéb punkegyüttesekkel a  nyolcvanas években, és lemezeik is egy punkzenekarokra szakosodott kiadó, az SST Records gondozásában jelentek meg. Első nagylemezüket 1984-ben adták ki. Reagers 1988-ban kilépett a Saint Vitusból, helyére Scott "Wino" Weinrich, a The Obsessed énekese került.  
1989-ben a Saint Vitus kilépett az SST Recordstól és a Hellhound Recordsszal kötöttek lemezszerződést. (Később a Nuclear Blast és a Southern Lord Records is kiadta a lemezeiket.) Wino 1991-ben elhagyta a zenekart, hogy újra alapítsa az Obsessed-et. Wino kilépése után a következő, 1992-es lemezüket a Count Raven énekesével, Christian Lindersonnal vették fel. Az album producere továbbá Don Dokken volt, a Dokken nevű hard rock/heavy metal/glam metal együttes énekese. Egy évvel később, 1993-ban Scott Reagers visszatért az együttesbe és elkészült az 1995-ös "Die Healing" című lemez. 
Az együttes 1996-ban feloszlott. 2003-ban a Saint Vitus eredeti felállása fellépett a chicagói Double Door klubban. 2008-ban a zenekar fellépett a Roadburn Festivalon, amelyet a holland Tilburgban tartottak. Az együttes ugyanazzal a felállással rendelkezett ekkor, mint a 2003-as újraegyesüléskor. Armando Acosta dobos 2009-ben kilépett a zenekarból, egészségi problémák miatt. Helyére Dave Chandler került. 2010-ben Acosta elhunyt, 58 éves korában. A Saint Vitus 2012-ben megjelentette új nagylemezét, Lillie F-65 címmel, amely az első új lemezük volt az 1995-ös Die Healing óta. 2019-ben új stúdióalbumot adtak ki, amely a zenekar nevét viseli.
Magyarországon eddig kétszer koncerteztek: először 2012-ben léptek fel hazánkban, a magyar Magma Rise és Sunday Fury együttesekkel, másodszor pedig 2015-ben, a szintén magyar Apey & the Pea együttessel.

## Tagok
- Dave Chandler – gitár (1979–1996, 2003, 2008–)
- Scott Reagers – ének (1979–1986, 1994–1996, 2015–)
- Henry Vasquez – dob, ütős hangszerek (2009–)
- Pat Bruders – basszusgitár (2016–)

## Egykori tagok
- Armando Acosta – dob, ütős hangszerek (1979–1996, 2003, 2008–2009; 2010-ben elhunyt)
- Mark Adams – basszusgitár (1979–1996, 2003, 2008–2016)
- Scott "Wino" Weinrich – ének (1986–1991, 2003, 2008–2015)
- Christian Linderson – ének (1991–1994)

## Diszkográfia
- Saint Vitus (1984)
- Hallow's Victim (1985)
- Born Too Late (1986)
- Mournful Cries (1988)
- V (1990)
- C.O.D. (1992)
- Die Healing (1995)
- Lillie: F-65 (2012)
- Saint Vitus (2019)